# Боровиха
Борови́ха — село в Первомайском районе Алтайского края, административный центр муниципального образования Боровихинский сельсовет.

## География
Рельеф территории в районе села Октябрьский равнинный, местами холмистый, возле села растёт боровой и смешанный лес.
Уличная сеть
В селе 59 улиц, 6 переулков и микрорайон Берёзки.
Расстояние до
- районного центра Новоалтайск 9 км;
- областного центра Барнаул 22 км.

## История
На заселение края и Первомайского района, в частности, повлияло строительство Западно-Сибирской железной дороги. В 1914 году началось строительство станции Повалиха. Вместе с железнодорожными путями и станциями строились вокзалы, казармы для стрелочников и обходчиков, мастеров по обслуживанию подвижного состава. В это время возникает множество небольших поселений. Село Боровиха было также основано в 1914 году.

## Население

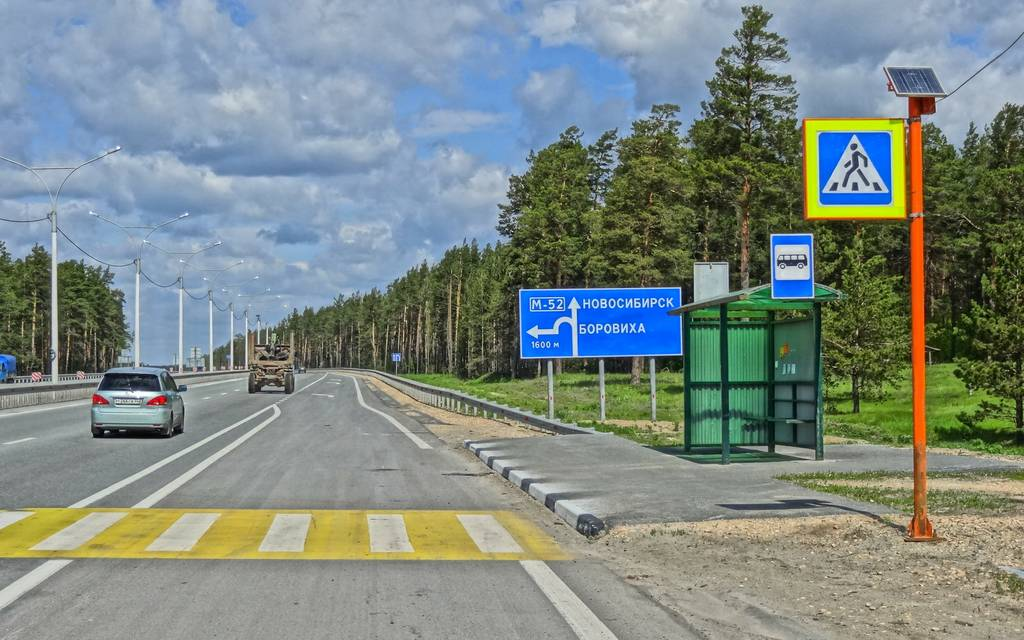
Трасса М-52 в Первомайском районе Алтайского края

| 1970  | 1979  | 1989  | 1997  | 1998  | 1999  |
| ----- | ----- | ----- | ----- | ----- | ----- |
| 7935  | ↘7697 | ↘7465 | ↘6183 | ↗6264 | ↗6290 |
| 2000  | 2001  | 2002  | 2003  | 2004  | 2005  |
| ↗6405 | ↗6426 | ↗6432 | ↗6631 | ↗6705 | ↘6479 |
| 2006  | 2007  | 2008  | 2009  | 2010  | 2011  |
| ↗6602 | ↗6691 | ↘6641 | ↗7016 | ↗7037 | ↘7035 |
| 2012  | 2013  | 2021  |       |       |       |
| ↗7378 | ↗7507 | ↘6357 |       |       |       |

## Инфраструктура
В селе работает более 270 предприятий и организаций, наиболее крупные: ЗАО «Леспром», пищекомбинат «Боровихинский», ООО «Биокорм плюс», ЗПТ ЗАО Мелькомбинат № 1 и другие. В селе 2 школы, ожидается строительство нового здания, детский сад, аптеки, больница, детская музыкальная школа, МБУК «Боровихинский КДЦ», Институт перспективных технологий и другие учреждения.